# Eleutherodactylus mondolfii
Eleutherodactylus mondolfii (tên tiếng Anh: Ranita De Mondolfi) là một loài ếch trong họ Leptodactylidae.
Nó được tìm thấy ở Venezuela và có thể cả Colombia.
Môi trường sống tự nhiên của nó là các khu rừng khô nhiệt đới hoặc cận nhiệt đới. Loài này đang bị đe dọa do mất môi trường sống.